# 25176 Thomasaunins
25176 Thomasaunins è un asteroide della fascia principale. Scoperto nel 1998, presenta un'orbita caratterizzata da un semiasse maggiore pari a 2,6592385 UA e da un'eccentricità di 0,0399911, inclinata di 0,79858° rispetto all'eclittica.